# Футоры
Футоры (укр. Футори) — село в Зборовской городской общине Тернопольского района Тернопольской области Украины.
Код КОАТУУ — 6122610101. Население по переписи 2001 года составляло 328 человек.
До 2020 года входило в Зборовский район.

## Географическое положение
Село Футоры находится на левом берегу реки Стрыпа, в месте впадения в неё реки Восточная Стрыпа,
выше по течению на расстоянии в 0,5 км расположен город Зборов,
ниже по течению на расстоянии в 3 км расположено село Красная,
на противоположном берегу — село Калиновка,
выше по течению реки Восточная Стрыпа на расстоянии в 2,5 км расположено село Ольшанка.

## Объекты социальной сферы
- Школа I ст.
- Клуб.
- Фельдшерско-акушерский пункт.